# Júlio Cardoso
Júlio Artur Azevedo Barreira Cardoso (Ponte da Barca, 8 de Setembro de 1938) é um actor e encenador português. 

## Biografia
- Actor / Encenador / Professor

Estudou teatro com alguns Mestres, como António Pedro, Jayme Valverde e Deniz Jacinto.
Frequentou cursos dirigidos por Angel Faccio, Ruggero Jacobi, Augusto Boal, Júlio Castronuovo, Oscar Cruz; Jorge Reys Frias, Enrique Buenaventura, entre outros.
Foi fundador de vários e importantes Organismos Artístico-Culturais como:
- Companhia de Teatro Seiva Trupe[1];
- Fitei (Festival de Teatro de Expressão Ibérica) [2]; ;
- APTA (associação Portuguesa de Teatro Amador);
- Círculo Portuense de Ópera
- Círculo de Divulgação Teatral de Goa
- Árvore (Cooperativa de Actividades Culturais);
- ATADT - Associação Técnica e Artística da Descentralização Teatral
- Curso Superior de Teatro na Escola Superior Artística do Porto;
- ADN - Agência para o Desenvolvimento Teatral;
- AMAR-Casa do Artista Norte (Associação Mutualista dos Artistas);
- entre outros;

A sua actividade profissional estende-se pelo teatro, ópera, cinema e televisão. 
Como actor e encenador interpretou e dirigiu autores clássicos e contemporâneos, sendo de destacar: António Pedro, William Shakespeare, Bertolt Brecht,  Heiner Müller, Eça de Queirós, Luigi Pirandello, Camões, Samuel Becket, Sófocles, Carlo Goldoni, Fassbinder, Molière, Garcia Lorca, Almeida Garrett, Camilo Castelo Branco, Tolstoi, Dias Gomes, Miguel Unamuno, Paer Lagerkvist, Karl Wittlinger, Túlio Pinneli, José Régio, Gil Vicente, Leon Chancerel, António José da Silva, Joseph Kesselring, Bizet, Raúl Brandão, E. Labiche, Papiniano Carlos, Stella Leonardos, Terence Mcnally, Carrigialle, António Tabucchi, Robert Anderson, Jean Genet, Ricardo Monti, Dario Fo, Marcelo Rubens Paiva, Ionesco, Eric Emmanuel-Schimitt, Carl Djerassi, Roald Hoffmann, Roberto Cossa, Margarida Fonseca Santos, António Skàrmeta, Gervásio Lobato, Mário Cláudio, Pam Gems, Fassbinder, Michael Frayn, Gluck, Orlando Neves, Augusto Cuzzani, John Orborne, Bernardo Santareno, Plínio Marcos, Maricla Boggio, Pedro Barbosa, Hugo Claus, Nelson Rodrigues, Copi, Thomas Bernhard, Oswaldo Dragun, Anton Tchecov, Nicolau Gogol, Dib Carneiro Neto, Ernesto Caballero, Ibsen, entre outros.
No cinema, como actor, entrou em variadissímos filmes tais como: "Histórias Selvagens", de António Campos; "Mudas Mudanças", de Sagenneil; "O viajante", de António Damião; "O homem que matou o Diabo", de António Faria; "Barbara", de Alfredo Trofa; "Terra Fria", de António Campos; "Saudade", de Soares dos Reis / Francisco Manso; "Glória Nacional", de António Hormigon (Espanha); "Tentação", de Joaquim Leitão; "Trânsito Local", de Fernando Rocha, entre outros, de destacar o recente filme de Bruno de Almeida "Operação Outono". ;
Foi um dos principais impulsionadores da construção do Teatro do Campo Alegre - inaugurado em Dezembro de 1997.

## Prémios
- Prémio Santiago, melhor direcção (1991) - Espanha
- Prémio Casa da Imprensa
- Medalha de Mérito Cultural da cidade do Porto
- Homenagem Pública  - Entretanto Teatro / Câmara Municipal de Valongo
- Homenagem Pública - Centro Dramático de Viana - Teatro Municipal Sá de Miranda
- Homenagem Pública - Teatro Municipal Constantino Nery / Câmara Municipal de Matosinhos
- Prémio Carreira | Gala: The Best of Porto (2006)
- Prémio Júlio Cardoso para Jovens Encenadores, instituído pelo FITEI como tributo aos 50 anos de carreira
- Voto de congratulação unânime Executivo da Câmara Municipal do Porto
- Medalha de Mérito Distrital, atribuída pelo Governo Civil do Distrito do Porto e entregue pela Ministra da Cultura, Gabriela Canavilhas
- Prémio de Carreira Fantasporto - Festival Internacional de Cinema
- Homenagem Teatro Construção Centro Cultural de Joane - Vila Nova de Famalicão (2011)[4];
- Homenagem Federação Portuguesa de Teatro
- Prémio Nacional de Teatro Ruy de Carvalho / Câmara Municipal de Penafiel(2010) [5];
- Medalha de Mérito Cultural de Ponte da Barca [6];
- Prémio Inovação Jornal Veris (2011)[7];
- Título de Reconhecimento Público da Junta de Freguesia Lordelo do Ouro
- Homenagem - Escola Superior e Artística do Porto

## Teatro (Seiva Trupe)
- Catarina na Luta do Povo 1974
- Lux in Tenebris 1975
- O Próximo 1977
- A Visita 1977
- Quanto Vale um Poeta 1980
- Sexta Feira 1982
- Mistério Cómico 1984
- Os Amorosos da Foz 1985
- Toda a Nudez Será Castigada 1986
- Portugal, Ontem e Sempre 1986
- Tio Vânia 1987
- Henrique IV 1988
- Play Strindberg 1990
- O Animador 1992
- O Comissário de Polícia 1993
- Macbeth 1993
- Luzes de Palco 1995
- Porto D'Honra 1995
- A Secreta Obscenidade 1997
- Uma Visita Inoportuna 1999
- Péricles-Príncipe de Tiro 2000
- Quarteto/Relações Perigosas 2003
- Variações Enigmáticas 2004
- Eu Sou a Minha Própria Mulher 2010
- Espectros 2016

## Encenação (Seiva Trupe)
- Musicalim na Praça dos Brinquedos 1973
- Catarina na Luta do Povo 1974
- O Próximo 1977
- A Visita 1977
- Perdidos Numa Noite Suja 1978
- Restos 1979
- Confissão 1979
- Prudência, Eu Não Gosto Disso 1981
- Amor de Uma Mulher 1984
- Eróstrato 1986
- Antigona 1988
- As Criadas 1989
- Assassino de Macário 1990
- Marathona 1991
- Conheça a Via Láctea? 1992
- Feliz Ano Velho 1992
- Comissário de Polícia 1993
- Chamam ao Telefone o Sr.Pirandello 1996
- Chá e Simpatia 1997
- O Estranho Caso do Trapezista Azul 1998
- O Arco de Sant'ana 1999
- Marlene 2001
- Liberdade em Bremen 2002
- Copenhagen 2003
- Variações Enigmáticas 2004
- Oxigénio 2006
- António, Bispo do Porto 2006
- Yepeto-A Dor de Uma Paixão 2007
- O Carteiro de Pablo Neruda- Ardiente Paciência 2007
- O Ator Acende a Boca- Gota de Mel 2009
- À Beira do Fim 2011
- Falácia 2011
- Adivinhe Quem Vem Para Rezar 2012
- Squash 2012
- Adivinhe Quem Vem Para Rezar 2013
- Aberdeen-Um Possível Kurt Cobain 2013
- As Mãos de Eurídice 2014
- Maquiavel - Príncipe Moderno 2015
- A Coleira de Bóris 2015

## CINEMA E TELEVISÃO
- 2012 - Operação Outono - Major Silva Pais
- 2005 - Ninguém Como Tu - Ricardo Gomes
- 2004 - Inspector Max
- 2001 - O Processo dos Távoras - Duque de Aveiro
- 2000 - Almeida Garrett - Cónego
- 2000 - Trânsito Local
- 1998/1999 - Major Alvega
- 1999 - Médico de Família
- 1998 - Os Lobos - Luís Monteiro
- 1997 - Tentação - Nunes
- 1994 - Clube Paraíso
- 1993 - Una gloria nacional
- 1993 - A Viúva do Enforcado
- 1993 - Morasseix!!! - Le costaud
- 1992 - Terra Fria - Father Guilherme
- 1992 - Saudade (Soares dos Reis) - Diogo de Macedo
- 1991 - Claxon - André Flamarion
- 1987 - A Relíquia - Father Casimiro
- 1985 - A Idiota
- 1984 - Mudas Mudancas
- 1981 - Um Táxi na Cidade - Marquês
- 1980 - Bárbara
- 1980 - O Viajante
- 1979 - O Homem Que Matou o Diabo
- 1978 - Histórias Selvagens
- 1970 - Os Burossáuricos - Director do Serviço de Pessoal

## E...
- Seiva Trupe
- Espectáculos Seiva Trupe
- Entrevista a Júlio Cardoso
- Entrevista concedida à Time Out Lisboa
- Voto de congratulação pelos 50 anos de carreira do actor Júlio Cardoso
- Filme Operação Outono[ligação inativa]
- Trânsito Local  - 2000[ligação inativa]
- Livro JÚLIO CARDOSO NO PALCO DA VIDA - 50 Anos de Teatro[8]
- http://www.imdb.com/name/nm0136661/